# جورج بريدغمان
جورج بريدغمان (بالإنجليزية: George Bridgman)‏ هو كاتب سير ذاتية ورسام أمريكي، ولد في 1865 في أونتاريو في كندا، وتوفي في 1943 في نيويورك في الولايات المتحدة.